# Haynrode
Haynrode é um município da Alemanha localizado no distrito de Eichsfeld, estado da Turíngia.  Pertence ao verwaltungsgemeinschaft de Eichsfeld-Wipperaue.

## Demografia
Evolução da população (em 31 de dezembro):
| - 1994 - 796 - 1995 - 791 - 1996 - 786 - 1997 - 770 | - 1998 - 783 - 1999 - 770 - 2000 - 767 - 2001 - 746 | - 2002 - 735 - 2003 - 743 - 2004 - 731 |

Fonte: Thüringer Landesamt für Statistik